# 08/15 La strana guerra del sottufficiale Asch
08/15 La strana guerra del sottufficiale Asch è un romanzo dello scrittore tedesco Hans Hellmut Kirst pubblicato nel 1955, secondo episodio della cosiddetta trilogia 08/15 (dal nome di un mitragliatore di fabbricazione tedesca usato durante la seconda guerra mondiale).

## Trama
Scoppiata la guerra, i protagonisti del primo episodio si ritrovano tutti, dopo un passaggio in Francia, a combattere sul fronte orientale, durante l'invasione dell’Unione Sovietica. Vierbein è stato promosso sergente mentre Asch ha ricevuto il grado di maresciallo, il primo ha anche una croce di ferro di prima classe per meriti di guerra; entrambi sono in una batteria d’artiglieria in prima linea, al comando del colonnello Luschke.
Il comandante della batteria tenente Wedelmann viene sostituito da un nuovo arrivato, il capitano Witterer che ha idee affatto diverse, tipiche di chi finora non ha combattuto. Non fidandosi di Asch come aiutante maggiore, vorrebbe sostituirlo con un altro sergente, ma il colonnello lo impedisce. Luschke ha inviato in missione in Germania il sergente Vierbein, con l'incarico di procurare al reparto un adeguato parco radio e operatori preparati, ma all'arrivo in caserma il sottufficiale si scontra con il suo antico capo Schulz, divenuto tenente, il quale conserva ancora del rancore nei suoi confronti.
Nel frattempo al fronte Asch viene incaricato dal capitano Witterer di organizzare uno spettacolo per la batteria e altre unità al fronte; la ballerina che dovrebbe esibirsi, Lise Ebner, è raccomandata da un conoscente di Witterer. Asch si scontra con gli altri sottufficiali della batteria, restii a perdere il loro potere, in particolare Soeft, l'addetto alla sussistenza, che cerca di metterlo in tutti i modi in cattiva luce davanti al nuovo comandante.
Viene comandato un ripiegamento del fronte di qualche chilometro perché c'è una punta troppo avanzata; i russi vengono a saperlo da una donna di nome Nataša dopo averne carpito il segreto dal capitano Wedelmann, e quando il giorno dell'operazione le strade sono intasate di mezzi e uomini che ripiegano, attaccano su tutto il fronte. Wedelmann, innamorato di Nataša, non ha il coraggio di giustiziare o denunciare la donna. Durante la battaglia Vierbein torna in aereo al fronte e viene incaricato da Witterer di usare il pezzo contro i carri russi che stanno incalzando la divisione. Ma nel momento dell'azione, quando le bombe russe si avvicinano, Witterer scappa con l'autocarro che dovrebbe allontanare il cannone. Vierbein e i suoi artiglieri rimangono uccisi dal contrattacco.

## Edizioni
- Hans Hellmut Kirst, 08/15 La strana guerra del sottufficiale Asch, Garzanti, 1960.